# Gran Vía Juan Carlos I
La Gran Vía Juan Carlos I es una de las principales arterias de la ciudad de Logroño (La Rioja, España), surgida tras la desaparición de la primera estación de ferrocarril de la ciudad en 1958.

## Situación
La Gran Vía, como popularmente y de forma abreviada se conoce a la avenida, se encuentra al sur del casco antiguo, en el centro de la ciudad, a pocos metros del Paseo del Espolón, separando la parte antigua y la moderna de Logroño. Nace en el cruce con la avenida Solidaridad (antigua Jorge Vigón) y la calle Vara de Rey, y transcurre de este a oeste hasta que se bifurca en dos: continúa recto por la avenida Gonzalo de Berceo, y se cruza en diagonal con la calle Marqués de Murrieta.

## Historia
El trazado de la actual avenida era por donde transcurría la vía del ferrocarril hasta finales de los años 50. La idea de una gran avenida surgió en 1955, siendo alcalde de la ciudad Julio Pernas, pero no fue hasta 1963 cuando el trazado quedó definido, con una anchura de 46 metros, repartidos en una calzada central de 12 metros y dos laterales. En la Gran Vía se encuentra la Fuente de los Riojanos Ilustres, inaugurada en 1999.
El 10 de junio de 2001, en plenas fiestas de San Bernabé, la banda terrorista ETA colocó un coche bomba con 30 kilos de explosivo en la Torre de Logroño, situada en el centro de la Gran Vía. Solo causó daños materiales.
Entre 2006 y 2007 se llevó a cabo una remodelación total de la avenida, que añadió dos rotondas en sus extremos y una plazoleta elíptica a la altura de la Torre de Logroño, y que no estuvo exenta de polémica. En 2008, se inauguró el monumento a Gorgorito.

## Galería

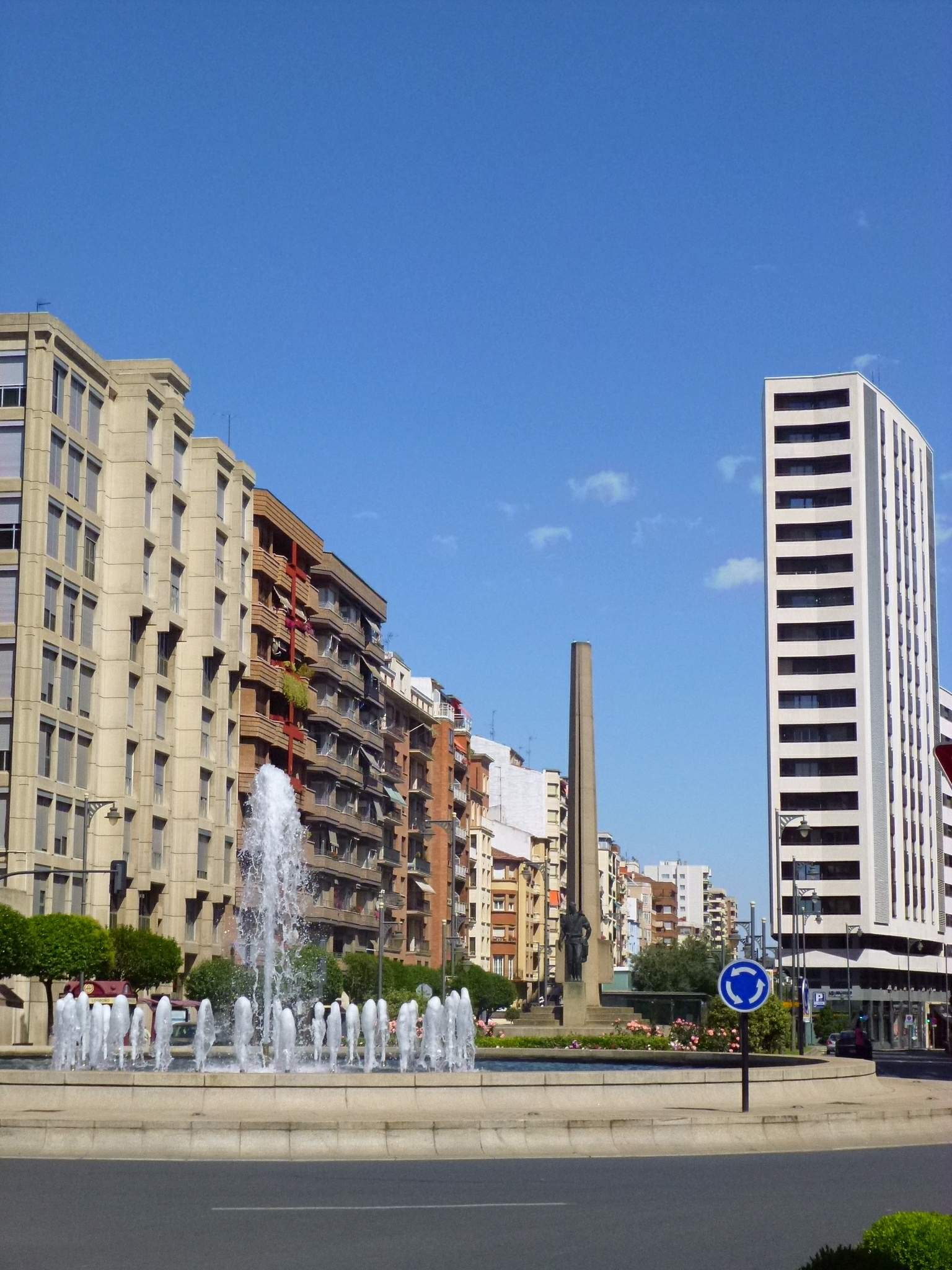
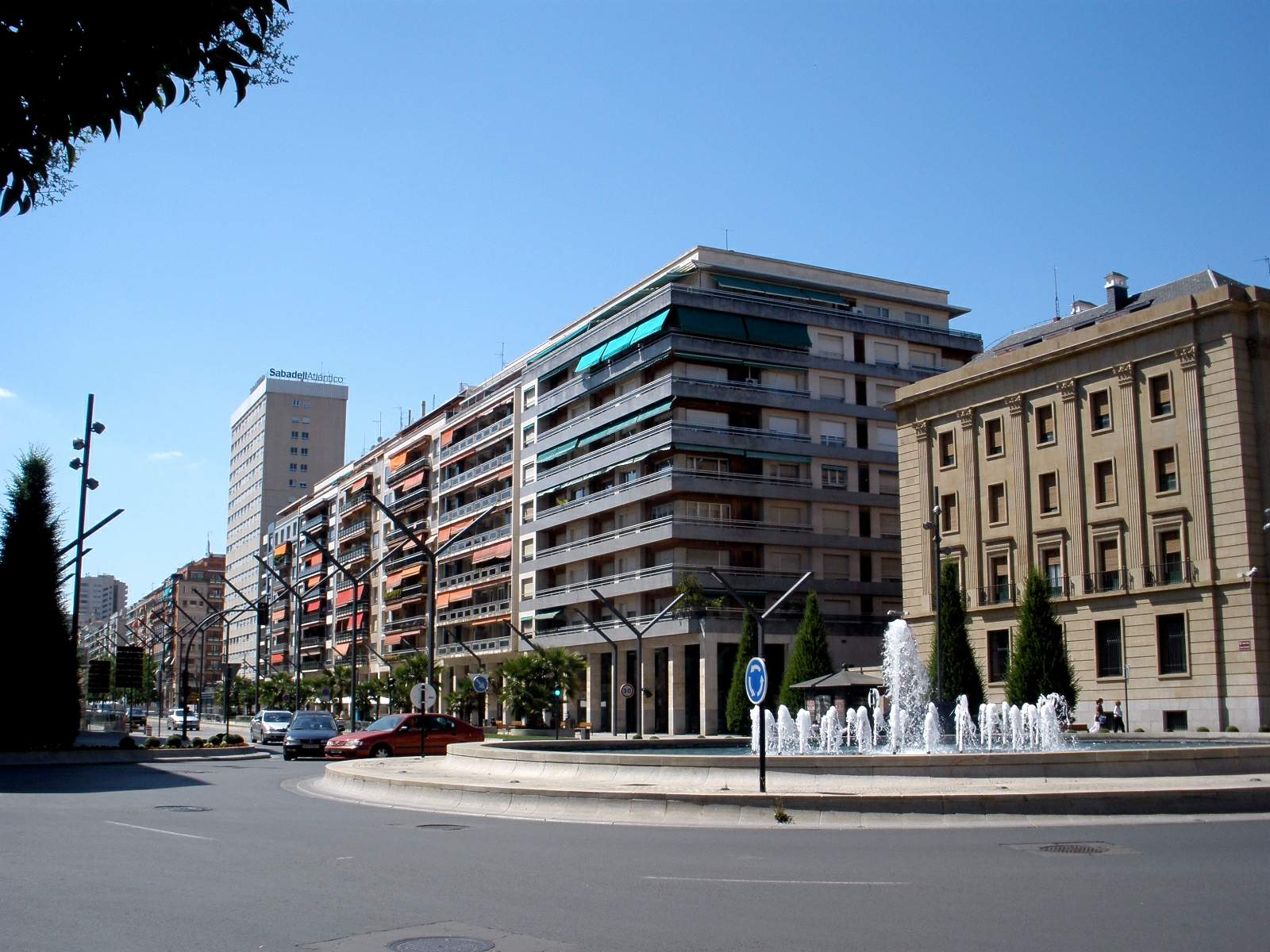
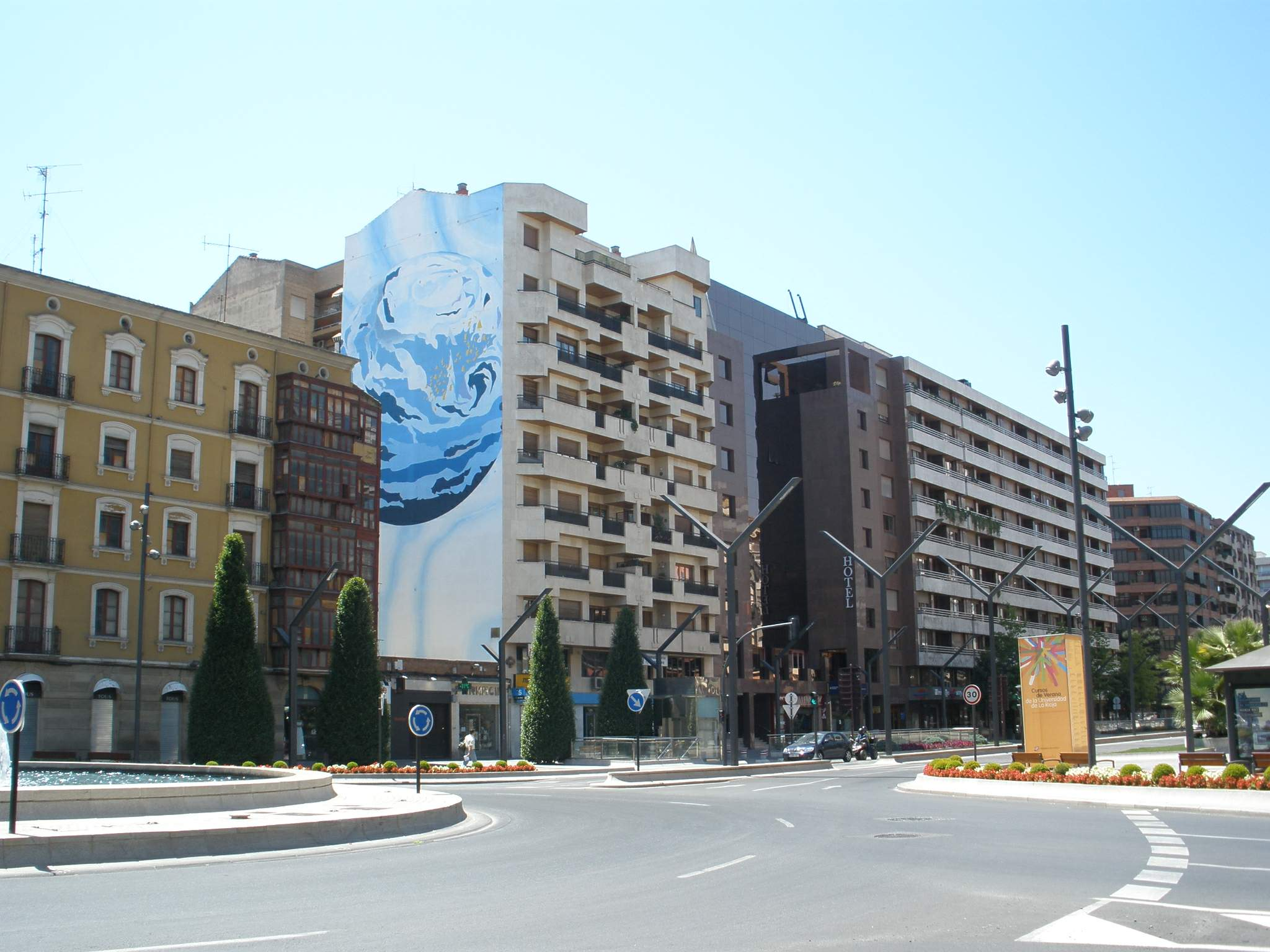
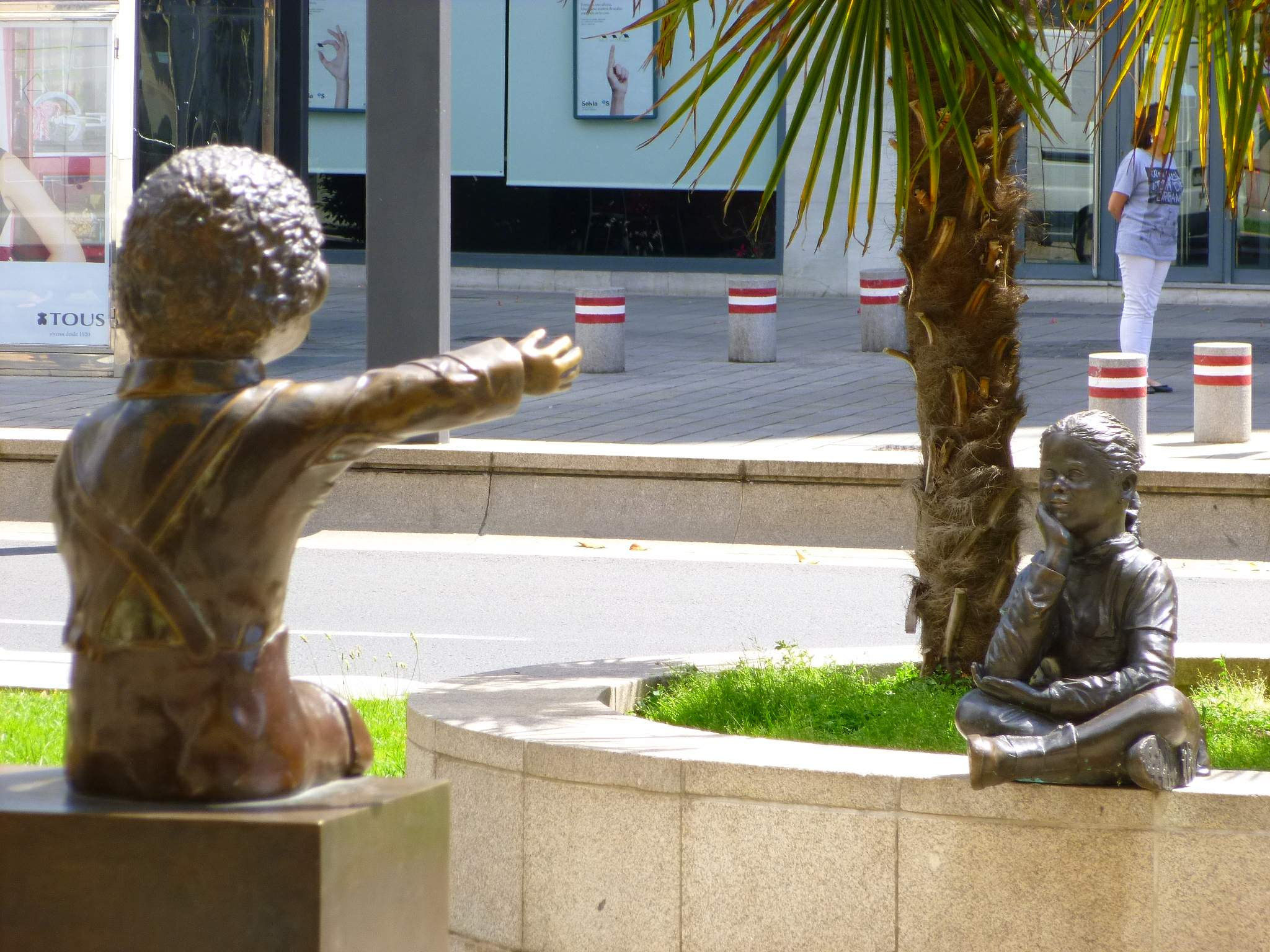
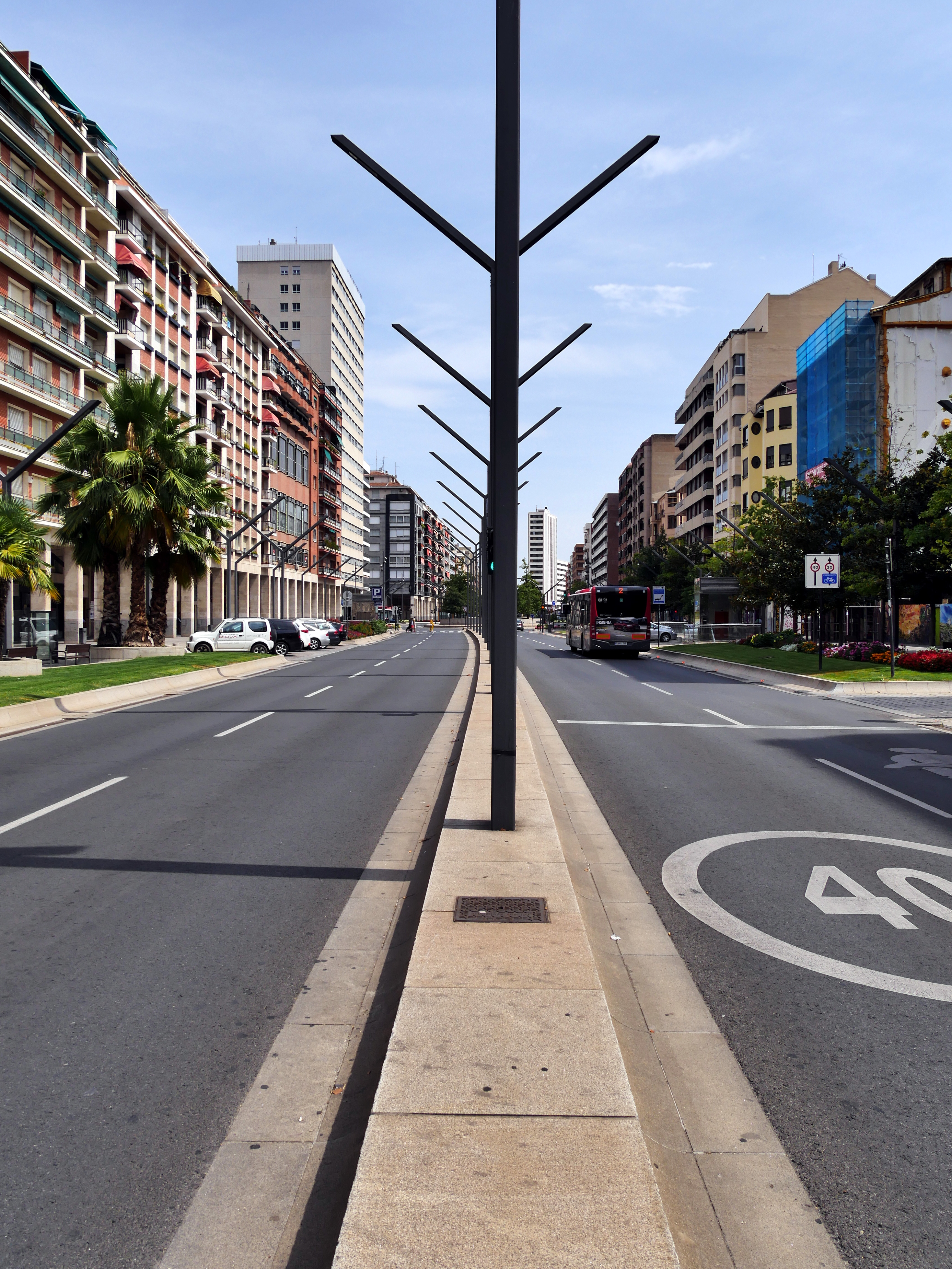
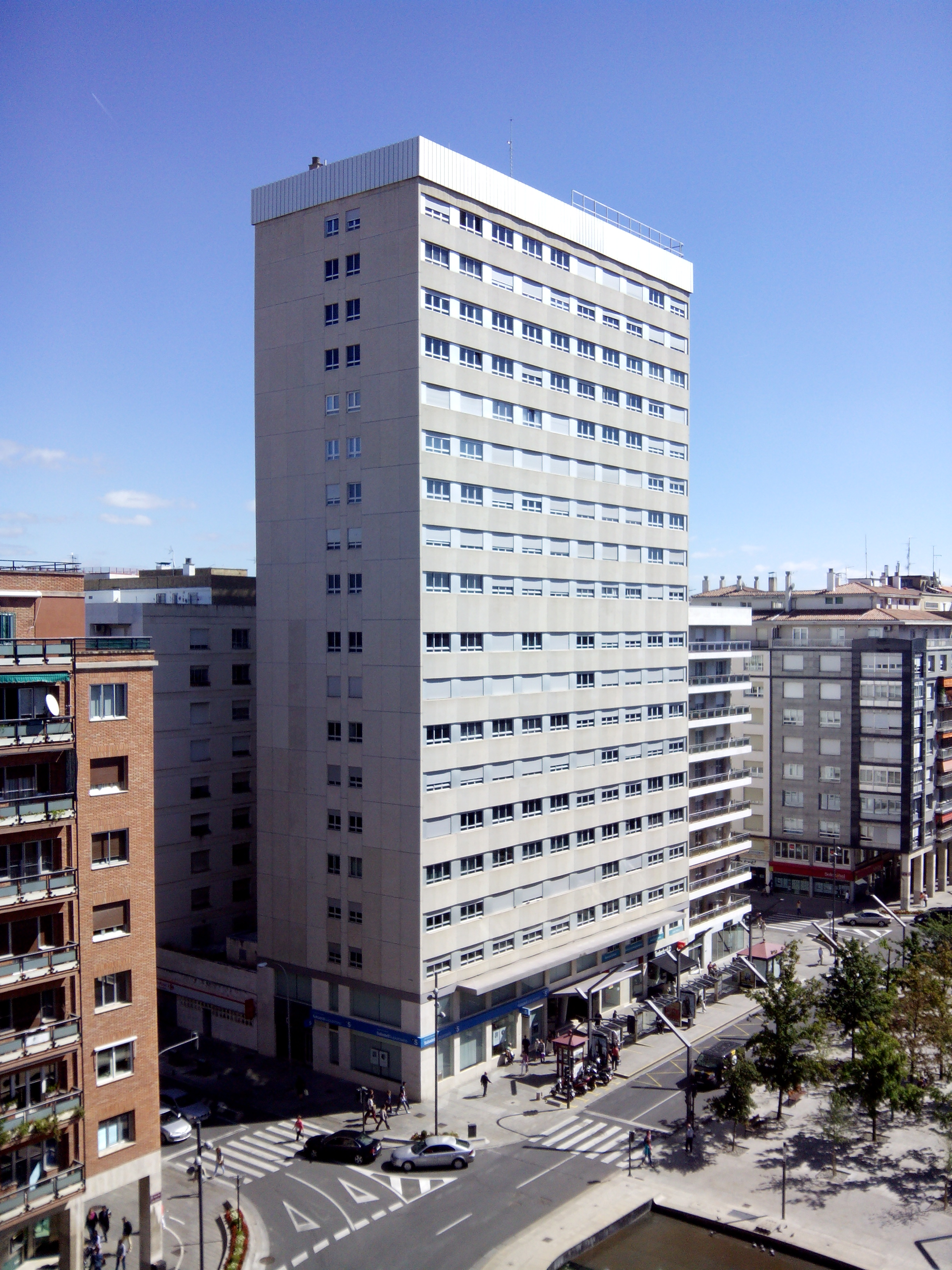
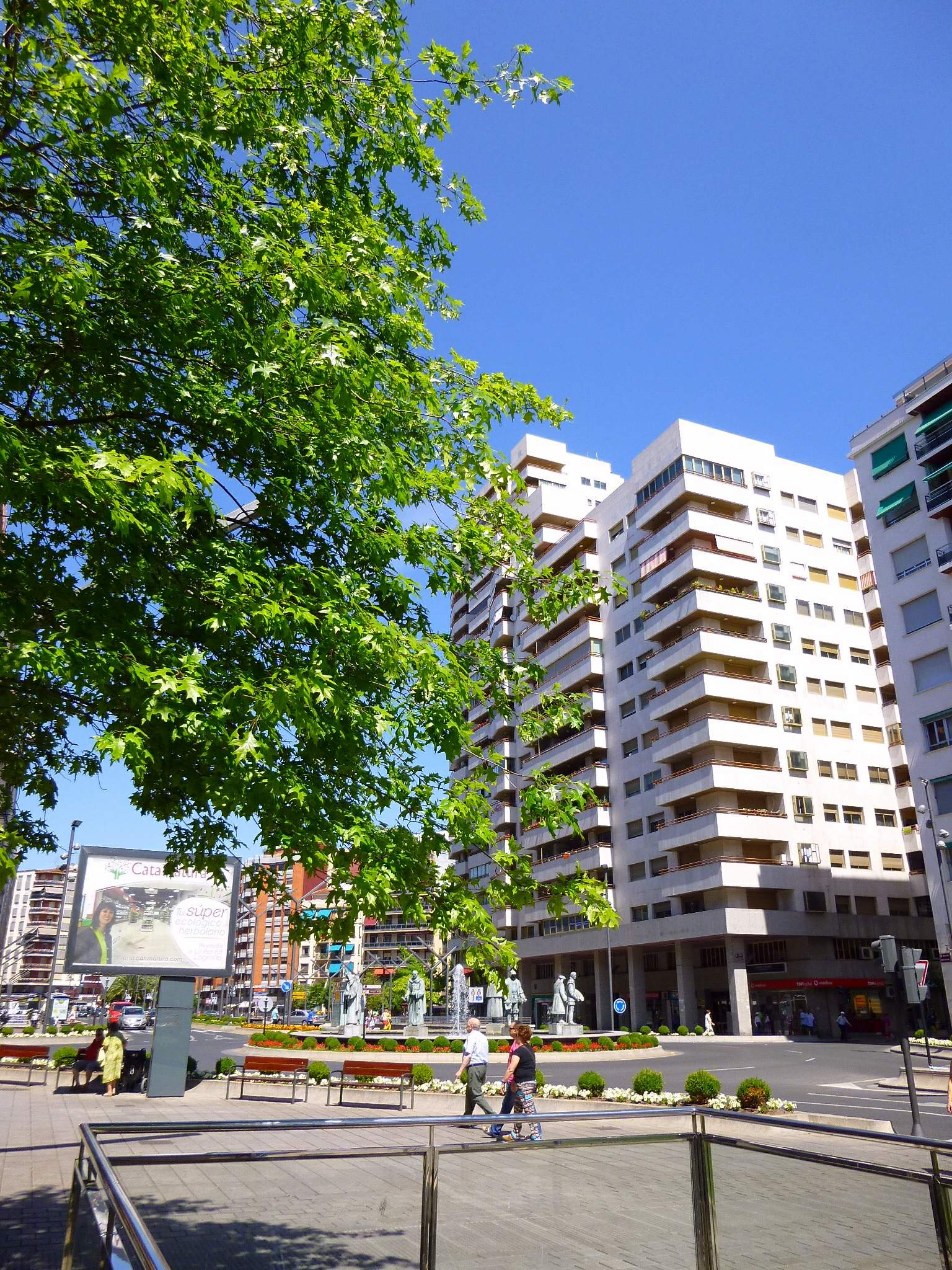
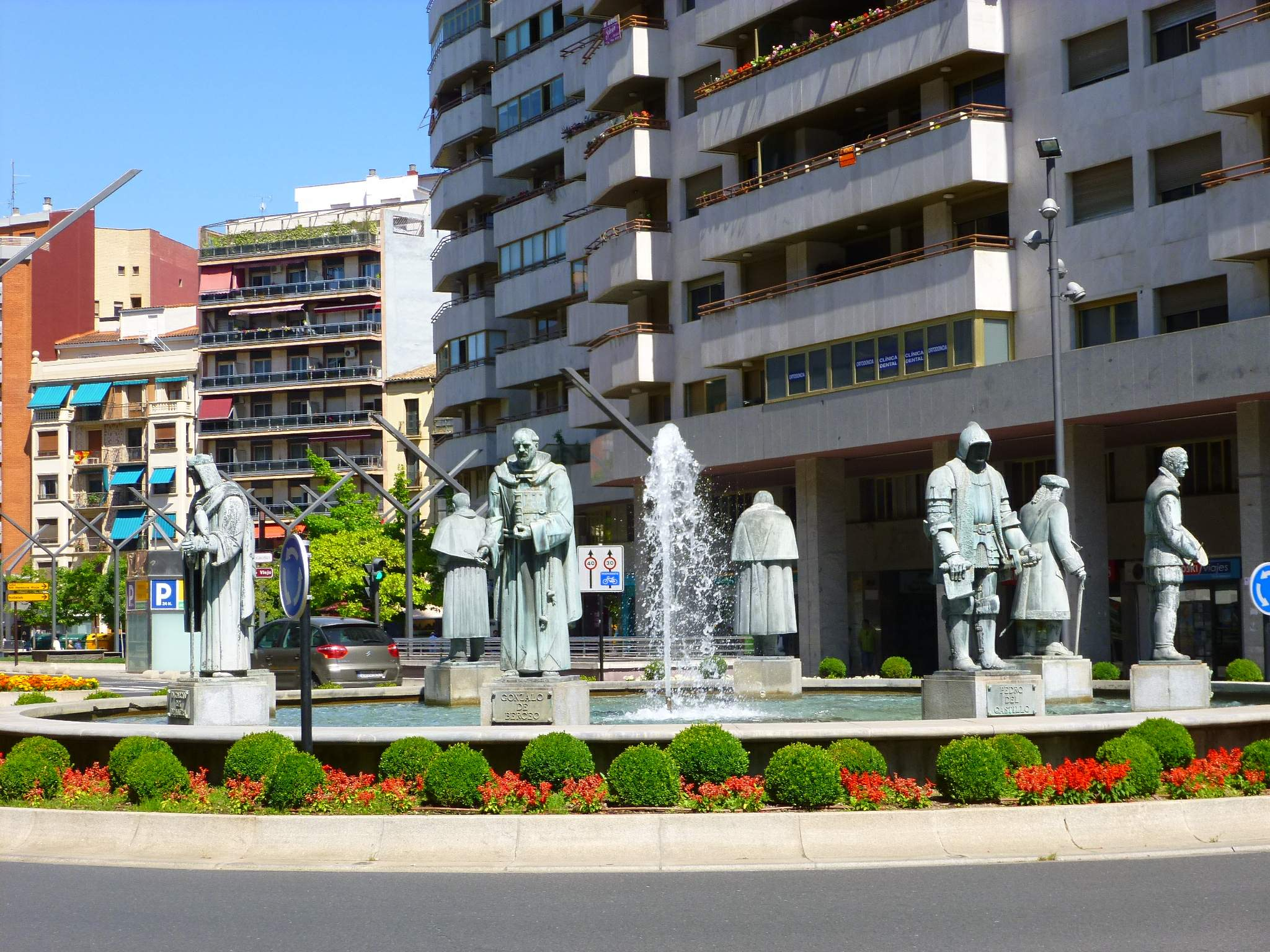
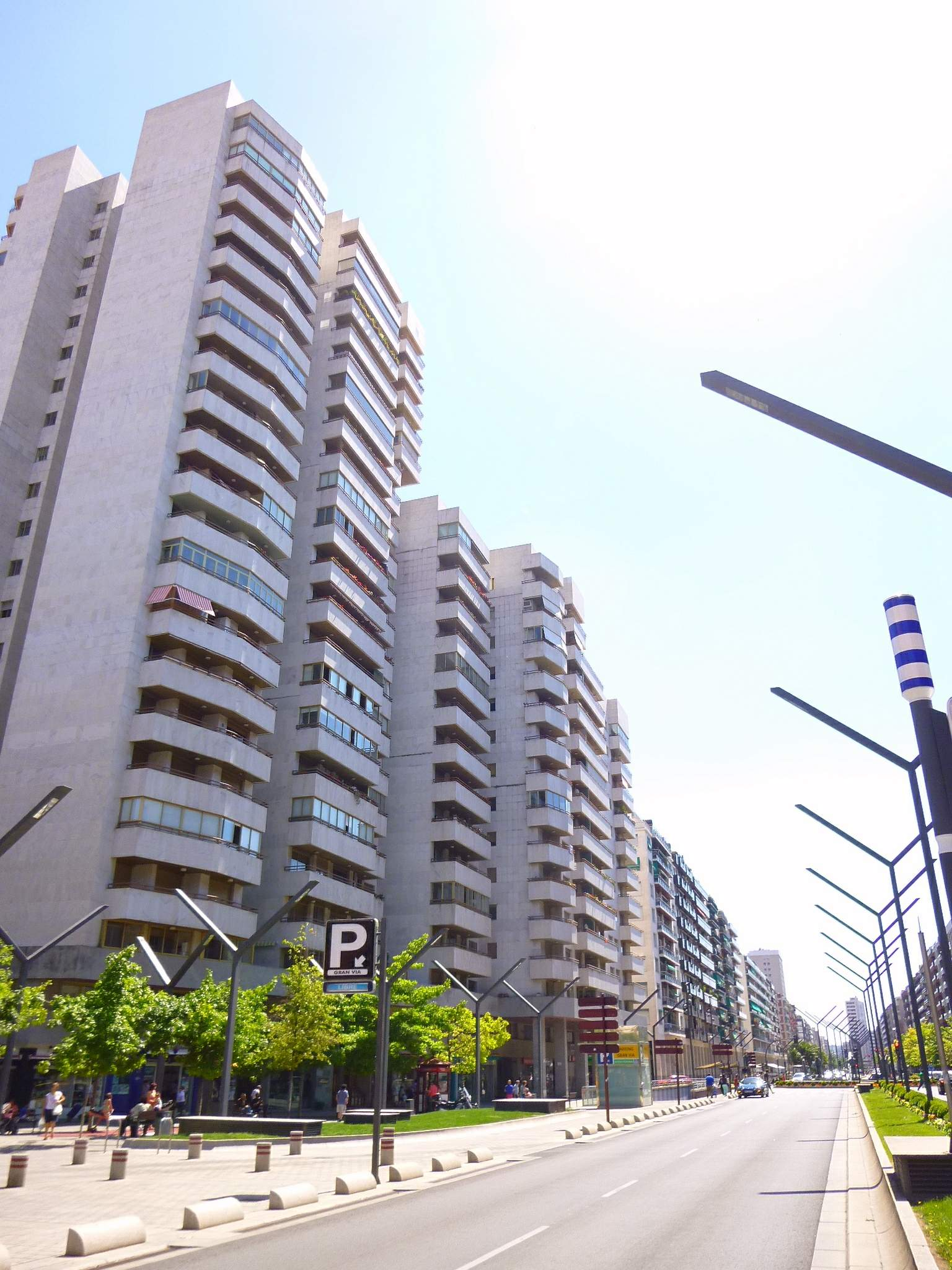
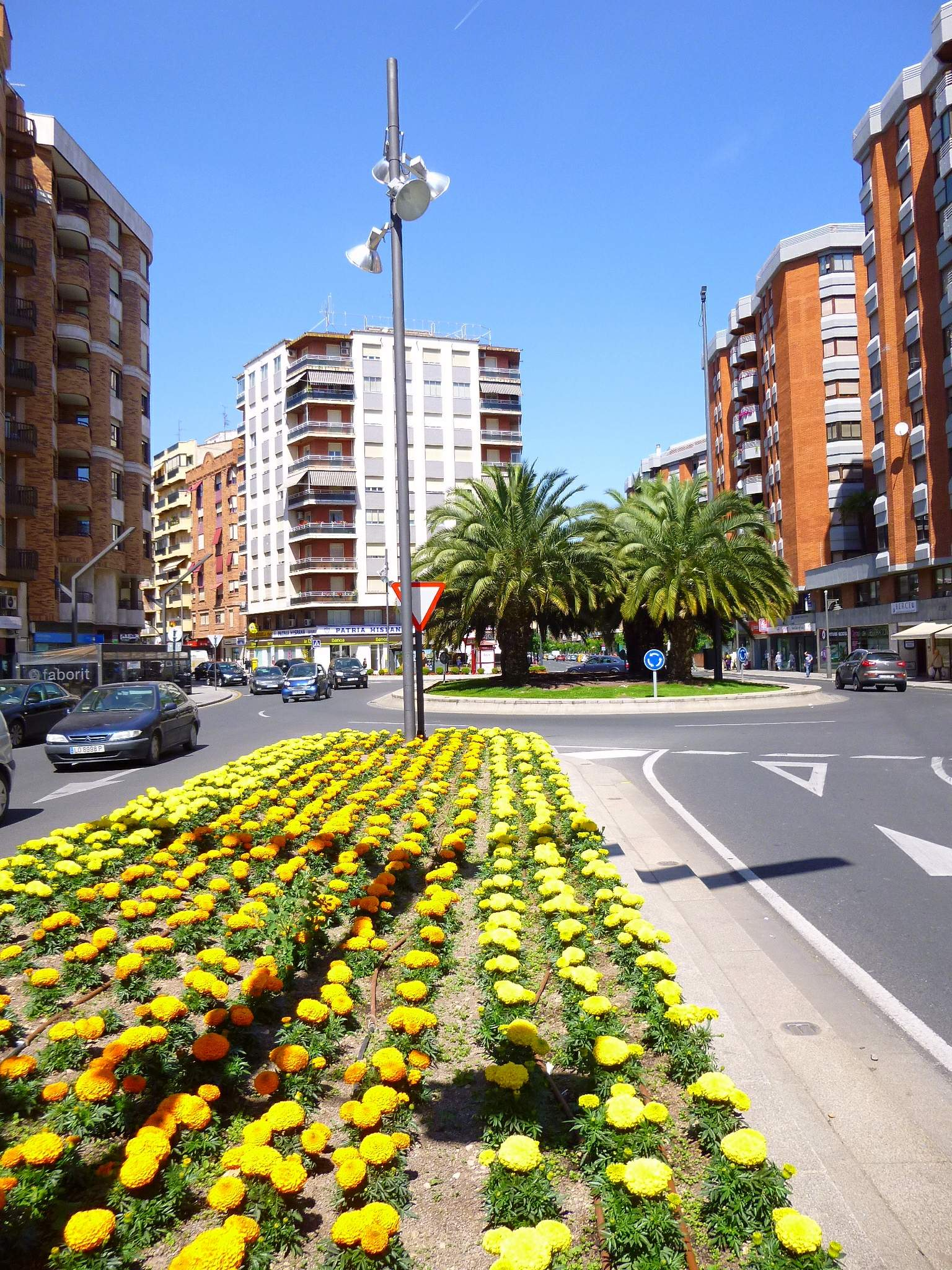